# 2019 en numismatique
Chronologie de la numismatique
- 2018 en numismatique - 2019 en numismatique - 2020 en numismatique

Cet article présente les faits marquants de l'année 2019 en numismatique.

## Évènements

### Par dates

#### Mai
- 28 mai 2019 : 
  -  Zone euro : émission des premiers billets de 100 et 200 euros de la deuxième série de billets en euros, dite série « Europe »[1],[2].

#### Année
- -   Allemagne : émission de la ?e pièce commémorative de 2 euros du pays et 14e sur 16 de la série des Länder, consacrée au land de Saxe-Anhalt[3]. Sur cette pièce est représentée la cathédrale Saint-Maurice-et-Sainte-Catherine de Magdebourg[3].